# Libianca
Libianca Kenzonkinboum Fonji (Saint Paul, Minnesota, 2000 of 2001), beter bekend onder haar artiestennaam Libianca, is een Kameroens-Amerikaans zangeres. Ze had in 2023 internationaal succes met haar single People.

## Biografie
Libianca werd geboren in de Amerikaanse stad Saint Paul, maar verhuisde toen zij vier jaar oud was naar de Kameroense stad Bamenda. De reden hiervoor was volgens Libianca dat haar ouders immigratieproblemen hadden. In Kameroen zong Libianca in een gospelkoor en leerde ze op een kostschool gitaar spelen. Op haar tiende begon ze met het schrijven van muziek. Tijdens haar tienerjaren verhuisde Libianca terug naar de Amerikaanse staat Minnesota. Libianca had zelf ambities om een carrière in de muziek te achtervolgen, maar haar ouders vonden dat zij geneeskunde moest studeren. Fonji had enige tijd gewerkt als verpleegster. 
Ondertussen was Libianca actief in de muziekindustrie. Bouwende op de muziekervaringen die ze in Kameroen had opgedaan, bracht ze tussen 2019 en 2021 enige singles uit, zoals Level, My place en Special lovin'. In 2021 deed ze mee met de Amerikaanse versie van talentenjacht The Voice. Hoewel ze niet het programma won of de finale haalde, tekende ze in december 2022 bij platenlabel 5K Records.
Op 6 december 2022 bracht Libianca haar single People uit, als eerste single bij het label. In het lied gaat ze in over cyclothymia, de stemmingsstoornis waar de zangeres zelf aan leidt, en hoe de mensen die om je heen zijn niet altijd doorhebben hoe je je daadwerkelijk voelt. De zangeres schreef het nummer nadat ze op een Thanksgiving-feest in november 2022 zichzelf opsloot in het toilet omdat ze zich onzichtbaar voelde. Toen ze op een gegeven moment terugkwam op het feest, zagen haar vrienden haar betraande ogen niet, maar boden ze haar wel meer alcohol aan. Toen ze wegging bij het feest, ging ze naar een studio. Hier ging ze op zoek naar een beat om een lied te maken en vond ze de instrumentale versie gemaakt door Mage the Producer. De zangeres vertelde dat zij het lied toen "voelde" en toen begon ze te zingen. Ze zei dat ze dus het lied niet echt heeft geschreven, maar dat het allemaal op dat moment gewoon opkwam. People ging kort na uitbrengen viraal op mediaplatform TikTok en beklom vervolgens de hitlijsten in verschillende landen. In Nederland bereikte het de eerste positie van zowel de Top 40 als de Single Top 100 en in het Verenigd Koninkrijk, Nieuw-Zeeland, Denemarken, België (zowel Vlaanderen als Wallonië), Zwitserland en Ierland bereikte het de top 10 van de officiële hitlijst. In Amerika kwam het tot de tachtigste plaats van de Billboard Hot 100. In 2023 werden er ook verschillende remixes en versies van People door Libianca gemaakt. Dit waren onder meer een versnelde versie, een met Cian Ducrot, een met Ayra Starr en Omah Lay en een met Becky G. 
In 2023 bracht Libianca vervolgens de single Jah uit, maar deze wist niet enigszins vergelijkbaar succes te vergaren als zijn voorganger. Eind 2023 kwam Libianca met haar debuutep Walk away, met naast People en Jah ook de nummers In a way, angeldemon, W.O.M.S (Weight on my shoulders) (met Blaqbonez en Moliy) en Mistaken (met Oxlade en Chlöe Bailey).

## Muziekstijl
In een interview met Rolling Stone zei Libianca dat ze zelf veel verschillende genres op kan gaan vanwege haar verschillende achtergronden en dat ze zelf ook niet wist in welk genre ze muziek wilde gaan maken. Door verschillende media wordt haar muziek ingedeeld in de genres afrobeats, moderne r&b en afro-soul.

## Discografie
| Lied   | Verschijnen     | Album     | Hitlijsten | Hitlijsten | Hitlijsten | Hitlijsten | Hitlijsten  | Hitlijsten  | Hitlijsten   | Hitlijsten   | Hitlijsten | Hitlijsten | Hitlijsten | Hitlijsten | Opmerkingen                                                                  |
| Lied   | Verschijnen     | Album     | BE (VL)    | BE (VL)    | BE (WA)    | BE (WA)    | NL (Top 40) | NL (Top 40) | NL (Top 100) | NL (Top 100) | GB         | US         | DE         | FR         | Opmerkingen                                                                  |
| Lied   | Verschijnen     | Album     | Piek       | Weken      | Piek       | Weken      | Piek        | Weken       | Piek         | Weken        | Piek       | Piek       | Piek       | Piek       | Opmerkingen                                                                  |
| ------ | --------------- | --------- | ---------- | ---------- | ---------- | ---------- | ----------- | ----------- | ------------ | ------------ | ---------- | ---------- | ---------- | ---------- | ---------------------------------------------------------------------------- |
| People | 6 december 2022 | Walk away | 5          | 29         | 9          | 25         | 1 (3 wkn)   | 23          | 1 (3 wkn)    | 51           | 2          | 80         | 35         | 10         | Dubbelplatina in Nederland en platina in België / Alarmschijf, 538 Favourite |
| Jah    | 16 juni 2023    | Walk away | —          | —          | —          | —          | —           | —           | —            | —            | —          | —          | —          | —          |                                                                              |